# Татарск (Смоленская область)
Татарск — деревня в Смоленской области России, в Монастырщинском районе. Расположена в западной части области в 20 км к юго-западу от Монастырщины, на правом берегу реки Городни. Население — 332 жителя (2007 год). Административный центр Татарского сельского поселения. На сегодняшний день деревня в запустении, улиц практически нет, номера домам более не присваиваются.

## История
Известно как минимум с XVI века как местечко Татарская слобода (пограничный форпост Речи Посполитой, населённый крымскими татарами).
В 1783-1784 годах селом владели кавалер польских орденов Белого Орла и святого Станислава граф А. Л. Палей, камергер двора польского К. Ф. Комар и другие. В эти годы в Татарске было 16 крестьянских дворов с населением 94 человека, еврейская школа, 3 лавки, раз в год собиралась двухнедельная ярмарка.

## Известные люди
- Адливанкин, Самуил Яковлевич (1897—1966) — советский художник.
- Гуревич, Эсфирь Соломоновна (1921) — советский литературовед, доктор филологических наук.
- Паткин, Бенцион (1903—1984) — деятель сионистского движения в Австралии.
- В 1920-х годах в деревне жил советский военачальник, деятель ОГПУ-НКВД, генерал-полковник, Герой Советского Союза А. М. Андреев

## Достопримечательности
- Городище в 1,5 км севернее поселка и в 0,8 км юго-западнее д. Бохот.
- Обелиск на братской могиле воинов Советской Армии, погибших в 1941—1943 гг.
- Разрушенная синагога.
- Еврейское кладбище.
- Памятник расстрелянным в Великую Отечественную войну евреям (более 1000 человек).

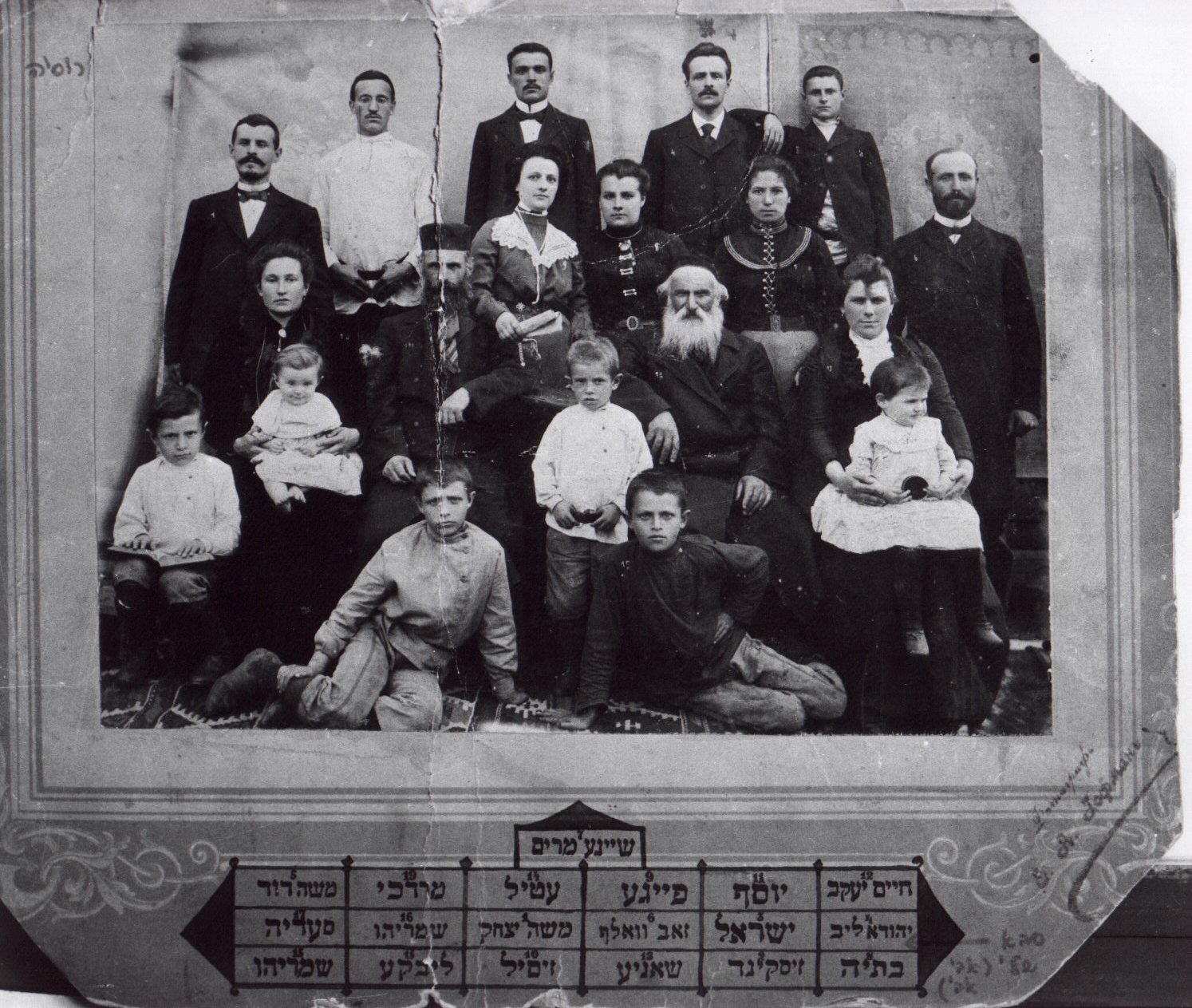
Янкил Райскин и его семья. Татарск. Примерно в 1900 году.